# اتفاق لوكارنو بشأن وضع تصنيف دولي للتصاميم الصناعية
أنشأ اتفاق لوكارنو المبرم في لوكارنو عام 1968 والمعدّل في عام 1979، تصنيفاً للتصاميم الصناعية. فقد اعتمد المؤتمر الدبلوماسي الذي دعيت إليه جميع الدول التي كانت عضواً في اتفاقية باريس لحماية الملكية الصناعية، والذي عُقد في لوكارنو (سويسرا) في 8 أكتوبر 1968، اتفاق لوكارنو بشأن وضع تصنيف دولي للتصاميم الصناعية يعرف بتصنيف لوكارنو.
ينصّ الاتفاق على أنه يتعيّن على المكاتب المختصة في الدول المتعاقدة أن تبين في المستندات الرسمية الخاصة بإيداع التصاميم الصناعية أو تسجيلها أرقام فئات التصنيف وفئاته الفرعية التي تنتمي إليها السلع المتجسدة فيها التصاميم. ويجب أيضاً اتباع الإجراء نفسه بالنسبة إلى كل ما تصدره المكاتب من منشورات بشأن الإيداع أو تسجيل التصاميم الصناعية.

## التصنيف
يُلزم اتفاق لوكارنو مكتب الملكية الصناعية في كل بلد متعاقد بأن يضع "في المستندات الرسمية لإيداع أو تسجيل التصاميم أرقام الأصناف والأصناف الفرعية للتصنيف الدولي التي صنفت فيها السلع التي أدمج فيها التصميم، وكذلك في المنشورات المذكورة إذا كانت منشورة رسمياً" (المادة 2(3)). وتعالج توصيات لجنة الخبراء الطريقة التي ينبغي انتهاجها للإشارة إلى الأصناف والأصناف الفرعية في المستندات والمنشورات المذكورة.

عدّلت لجنة الخبراء تصنيف لوكارنو عدة مرات. ويتضمن الإصدار الحالي جميع التعديلات التي أدخلت على الإصدارات السابقة ويحلّ محلّها. ويحتوي على الأصناف والأصناف الفرعية، مع ملاحظات توضيحية، حسب الحال.
يضم تصنيف لوكارنو ما يلي:
- قائمة بالأصناف والأصناف الفرعية.
- قائمة أبجدية بالسلع التي تتكون من تصاميم صناعية، مع تحديد الأصناف والأصناف الفرعية التي تنتمي إليها.
- الملاحظات التوضيحية.

## الدول المتعاقدة
إجمالي عدد الأطراف المتعاقدة/الموقعة على إتفاق لوكارنو هو 63 دولة، هي:
| الدولة           | التوقيع                | المصادقة                               | تاريخ السريان  |
| ---------------- | ---------------------- | -------------------------------------- | -------------- |
| أذربيجان         | انضمام: 14 يوليو 2003  |                                        | 14 أكتوبر 2003 |
| أرمينيا          | انضمام: 13 أبريل 2007  |                                        | 13 يوليو 2007  |
| ألبانيا          | انضمام: 16 أكتوبر 2018 |                                        | 16 يناير 2019  |
| ألمانيا          | 8 أكتوبر 1968          | تصديق: 25 يوليو 1990                   | 25 أكتوبر 1990 |
| أوروغواي         |                        | انضمام: 19 أكتوبر 1999                 | 19 يناير 2000  |
| أوزبكستان        |                        | انضمام: 19 أبريل 2006                  | 19 يوليو 2006  |
| أوكرانيا         |                        | انضمام: 7 أبريل 2009                   | 7 يوليو 2009   |
| إسبانيا          | 8 أكتوبر 1968          | تصديق: 10 أغسطس 1973                   | 17 نوفمبر 1973 |
| إستونيا          |                        | انضمام: 31 يوليو 1996                  | 31 أكتوبر 1996 |
| إيران            | 8 أكتوبر 1968          | تصديق: 12 أبريل 2018                   | 12 يوليو 2018  |
| إيرلندا          |                        | انضمام: 9 يوليو 1970                   | 27 أبريل 1971  |
| آيسلندا          |                        | انضمام: 23 ديسمبر 1994                 | 9 أبريل 1995   |
| إيطاليا          | 8 أكتوبر 1968          | تصديق: 2 مايو 1975                     | 12 أغسطس 1975  |
| الأرجنتين        |                        | انضمام: 9 فبراير 2009                  | 9 مايو 2009    |
| الاتحاد الروسي   | 28 مايو 1969           | تصديق: 8 سبتمبر 1972                   | 15 ديسمبر 1972 |
| البرتغال         | 8 أكتوبر 1968          |                                        |                |
| البوسنة والهرسك  |                        | إشعار باستمرار التطبيق: 2 يونيو 1993   | 1 مارس 1992    |
| الجبل الأسود     |                        | إشعار باستمرار التطبيق: 4 ديسمبر 2006  | 3 يونيو 2006   |
| الجزائر          | 8 أكتوبر 1968          |                                        |                |
| جمهورية التشيك   |                        | إشعار باستمرار التطبيق: 18 ديسمبر 1992 | 1 يناير 1993   |
| الدنمارك         | 8 أكتوبر 1968          | تصديق: 27 يناير 1971                   | 27 أبريل 1971  |
| السويد           | 2 يونيو 1969           | تصديق: 7 يوليو 1970                    | 27 أبريل 1971  |
| الصين            |                        | انضمام: 17 يونيو 1996                  | 19 سبتمبر 1996 |
| الكرسي الرسولي   | 8 أكتوبر 1968          |                                        |                |
| المغرب           |                        | انضمام: 22 أبريل 2022                  | 22 يوليو 2022  |
| المكسيك          |                        | انضمام: 26 أكتوبر 2000                 | 26 يناير 2001  |
| السعودية         |                        | انضمام: 3 سبتمبر 2020                  | 3 ديسمبر 2020  |
| المملكة المتحدة  |                        | انضمام: 21 يوليو 2003                  | 21 أكتوبر 2003 |
| النرويج          | 8 أكتوبر 1968          | تصديق: 27 يناير 1971                   | 27 أبريل 1971  |
| النمسا           | 8 أكتوبر 1968          | تصديق: 22 يونيو 1990                   | 26 سبتمبر 1990 |
| الهند            |                        | انضمام: 7 يونيو 2019                   | 7 سبتمبر 2019  |
| اليونان          |                        | انضمام: 4 يونيو 1999                   | 4 سبتمبر 1999  |
| اليابان          |                        | انضمام: 24 يونيو 2014                  | 24 سبتمبر 2014 |
| باراغواي         |                        | انضمام: 31 مايو 2021                   | 31 أغسطس 2021  |
| بلجيكا           | 8 أكتوبر 1968          | تصديق: 23 مارس 2004                    | 23 يونيو 2004  |
| بلغاريا          |                        | انضمام: 27 نوفمبر 2000                 | 27 فبراير 2001 |
| بولندا           |                        | انضمام: 22 أكتوبر 2013                 | 22 يناير 2014  |
| بيرو             |                        | انضمام: 18 يوليو 2022                  | 18 أكتوبر 2022 |
| بيلاروس          |                        | انضمام: 24 أبريل 1998                  | 24 يوليو 1998  |
| تركمانستان       |                        | انضمام: 7 مارس 2006                    | 7 يونيو 2006   |
| تركيا            |                        | انضمام: 31 أغسطس 1998                  | 30 نوفمبر 1998 |
| ترينيداد وتوباغو |                        | انضمام: 20 ديسمبر 1995                 | 20 مارس 1996   |
| كوريا الجنوبية   |                        | انضمام: 17 يناير 2011                  | 17 أبريل 2011  |
| كوريا الشمالية   |                        | انضمام: 6 مارس 1997                    | 6 يونيو 1997   |
| مولدوفا          |                        | انضمام: 1 سبتمبر 1997                  | 1 ديسمبر 1997  |
| رومانيا          |                        | انضمام: 31 مارس 1998                   | 30 يونيو 1998  |
| سلوفاكيا         |                        | إشعار باستمرار التطبيق: 30 ديسمبر 1992 | 1 يناير 1993   |
| سلوفينيا         |                        | إشعار باستمرار التطبيق: 12 يونيو 1992  | 25 يونيو 1991  |
| سنغافورة         |                        | انضمام: 19 ديسمبر 2019                 | 19 مارس 2020   |
| سويسرا           | 8 أكتوبر 1968          | تصديق: 27 يناير 1971                   | 27 أبريل 1971  |
| تشيلي            |                        | انضمام: 12 يوليو 2025                  | 12 أكتوبر 2    |
| صربيا            |                        | إشعار باستمرار التطبيق: 19 سبتمبر 2006 | 27 أبريل 1992  |
| طاجيكستان        |                        | إشعار باستمرار التطبيق: 14 فبراير 1994 | 25 ديسمبر 1991 |
| غينيا            |                        | انضمام: 5 أغسطس 1996                   | 5 نوفمبر 1996  |
| فرنسا            | 12 مارس 1969           | تصديق: 11 يونيو 1975                   | 13 سبتمبر 1975 |
| فنلندا           | 8 أكتوبر 1968          | تصديق: 15 فبراير 1972                  | 16 مايو 1972   |
| قيرغيزستان       |                        | انضمام: 10 سبتمبر 1998                 | 10 ديسمبر 1998 |
| كازاخستان        |                        | انضمام: 7 أغسطس 2002                   | 7 نوفمبر 2002  |
| كرواتيا          |                        | إخطار/إشعار عن التعاقب: 28 يوليو 1992  | 8 أكتوبر 1991  |
| كوبا             |                        | انضمام: 9 يوليو 1998                   | 9 أكتوبر 1998  |
| كينيا            | 8 أكتوبر 1968          |                                        |                |
| لاتفيا           |                        | انضمام: 14 يناير 2005                  | 14 أبريل 2005  |
| لوكسمبرغ         | 8 أكتوبر 1968          |                                        |                |
| ليختنشتاين       | 8 أكتوبر 1968          |                                        |                |
| مقدونيا الشمالية |                        | إخطار/إشعار عن التعاقب: 23 يوليو 1993  | 8 سبتمبر 1991  |
| ملاوي            |                        | انضمام: 24 يوليو 1995                  | 24 أكتوبر 1995 |
| منغوليا          |                        | انضمام: 16 مارس 2001                   | 16 يونيو 2001  |
| موناكو           | 8 أكتوبر 1968          |                                        |                |
| هنغاريا          | 8 أكتوبر 1968          | تصديق: 28 سبتمبر 1973                  | 1 يناير 1974   |
| هولندا           | 8 أكتوبر 1968          | تصديق: 23 ديسمبر 1976                  | 30 مارس 1977   |